# Antonio Mairena

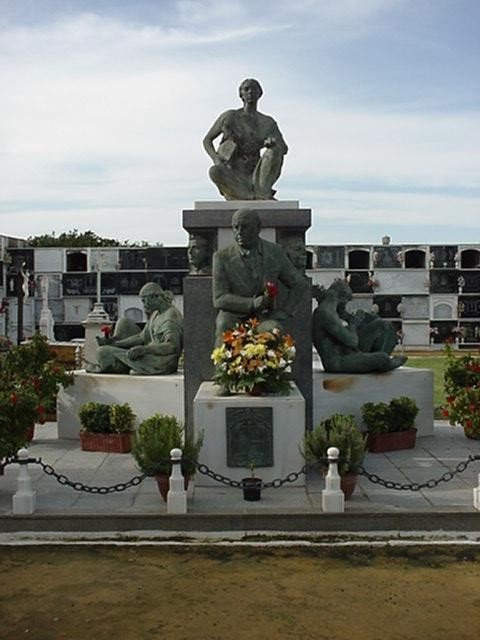
Statue von Antonio Mairena

Antonio Cruz García, bekannt als Antonio Mairena (* 7. September 1909 in Mairena del Alcor, Sevilla, Spanien; † 5. September 1983, Sevilla, Spanien), war ein berühmter Flamencosänger. Er bewirkte die Wiederentdeckung des traditionellen Flamencos in den 1950er Jahren und den Jahrzehnten danach.

## Leben
Er wurde in einer Roma-Familie von Schmieden geboren und lernte den Gesang in der familiären Umgebung. Er leitete eine Bewegung von Flamenco-Künstlern und Intellektuellen, die versuchten, einen Typ von Flamenco zu retten, den sie als „rein“ oder „ursprünglich“ bzw. authentisch sahen. Er entdeckte und erneuerte eine große Zahl von Liedern, die fast verloren gegangen waren, und publizierte verschiedene Bücher und Artikel, um seine Sicht auf den Flamenco und dessen Geschichte zu verbreiten. Er sah sich selbst als Erbe von Manuel Torre, dem klassischen Flamenco-Sänger von Jerez de la Frontera, erkannte aber auch den Einfluss anderer Könner wie Tomás Pavón oder Joaquín el de la Paula an.
Er gewann verschiedene Preise; als wichtigsten 1962 den Llave de Oro del Cante („Goldener Schlüssel des Flamencogesangs“) beim dritten Concurso de Córdoba. Es wird allgemein angenommen, dass dieser Wettstreit speziell organisiert wurde, um ihn mit dem Preis zu ehren, obgleich einige Flamenco-Historiker  diesen Wettbewerb mit der Begründung rechtfertigten, dass Antonio Mairena den Preis wegen seiner Verdienste um den Flamenco verdient habe.

## Werk
Der mit charakteristischen, kräftigen Stimme (voz afillà) singende Künstler arbeitete mit den ernsten Flamenco-Stilen, bekannt als Cante jondo, wie Tonás, Martinetes, Soleares und Siguiriyas. Er nahm viele der traditionellen Lieder und Variationen auf. Der Wert seines Erbes ist umstritten. Auf der einen Seite wird er von Kritikern als Vorbild gesehen, als eine Verkörperung des traditionellen Flamencos und Erneuerer der traditionellen Formen. Anderen Kritiker tadeln ihn als übertrieben orthodox, akademisch und kalt und seine Sicht auf den Flamenco als paralysierend und Hemmung für die zukünftige Entwicklung der Flamenco-Kunst. Da er zur starken Betonung der Qualität der original „Roma-Flamenco-Stile“ neigte, bei gleichzeitiger Ablehnung von allem anderen, wurde ihm oft ein ethnisches Vorurteil unterstellt.
Antonio Mairena sang mit dem Gitarristen Melchor de Marchena, eigentlich Melchor Jiménez Torres (1907–1980), in den Kompanien von Pilar López, Carmen Amaya und des Tänzers Antonio Ruiz Soler. Er arbeitete zwischen 1937 und 1940 in Sevilla mit Tänzerinnen wie Juana la Macarrona, Magdalena la Malena und Rita Ortega zusammen.
Es wurde oft vermutet, dass einige Lieder, die er vor der Vergessenheit gerettet hat, in Wahrheit von ihm geschrieben wurden. Er hat solche Behauptungen immer zurückgewiesen, da er glaubte, dass es im Flamenco keinen Platz für neue Schöpfungen gibt und dass junge Sänger ihre Arbeit auf die traditionellen Lieder beschränken sollen. Viele der Lieder, die er wieder belebt hat, sind heute normaler Bestandteil im Repertoire eines Flamenco-Künstlers.
Mit dem Journalisten und Schriftsteller Ricardo Molina verfasste er mit Mundo y formas del cante flamencco ein bis in die 1980er Jahre ebenso hoch angesehenes, wie kontrovers diskutiertes Werk über den Flamenco.

## Veröffentlichungen
- Las confesiones de Antonio Mairena. Sevilla 1976.
- mit Ricardo Molina: Mundo y Formas del Cante Flamenco. Sevilla 1963; Neuausgabe ebenda 1997.

## Diskografie
- 1941, Fiesta por bulerías y fandangos
- 1941, Bulerías y fandangos
- 1944, Disco de Tánger
- 1950, Bulerías y soleares
- 1950, Bulerías jerezanas y fandangos
- 1950, Alegrías y seguiriyas
- 1950, Bulerías y soleares
- 1952, Con Antonio y Carmen Rojas al baile
- 1954, Disco de Londres
- 1958, Cantes de Antonio Mairena
- 1959, Sevilla cuna del cante flamenco
- 1960, Cinco grabaciones en disco de amianto para uso personal de Antonio Mairena
- 1960, Antología del cante flamenco y cante gitano dirigida por Antonio Mairena
- 1963, Duendes del cante de Triana
- 1963, Noches de la Alameda
- 1963, Tangos de Andalucía
- 1964, La llave de oro del cante flamenco
- 1965, Cien años de cante gitano
- 1966, La gran historia del cante gitano-andaluz (3LP)
- 1967, Sevilla por bulerías
- 1967, Festival de Cante Jondo Antonio Mairena
- 1968, Misa flamenca en Sevilla
- 1969, Mi cante por Saetas
- 1969, Honores a la Niña de los Peines
- 1970, Mis recuerdos de Manuel Torre
- 1970, La fragua de los Mairenas
- 1972, Cantes festeros de Antonio Mairena
- 1972, Grandes estilos flamencos
- 1972, Antonio Mairena y el cante de Jerez
- 1973, Cantes de Cádiz y los Puertos
- 1973, Triana, raíz del Cante
- 1974, Grabación de su participación en el Festival de la Unión
- 1976, Esquema histórico del cante por siguiriyas y soleares
- 1983, El calor de mis recuerdos